# Saint-Martin-le-Châtel
Saint-Martin-le-Châtel ist eine französische Gemeinde mit 1.276 Einwohnern (Stand: 1. Januar 2022) im Département Ain in der Region Auvergne-Rhône-Alpes. Sie gehört zum Kanton Attignat im Arrondissement Bourg-en-Bresse.

## Geographie
Die Gemeinde Saint-Martin-le-Châtel liegt in der Bresse, etwa elf Kilometer nordwestlich von Bourg-en-Bresse und etwa 22 Kilometer ostsüdöstlich der Stadt Mâcon.

### Nachbargemeinden
Umgeben wird Saint-Martin-le-Châtel von den Nachbargemeinden Montrevel-en-Bresse und Malafretaz im Norden, Bresse Vallons im Nordosten, Attignat im Osten, Polliat im Südosten und Süden, Curtafond im Süden und Westen sowie Saint-Didier-d’Aussiat im Westen und Nordwesten.

## Bevölkerungsentwicklung
| Jahr                       | 1962 | 1968 | 1975 | 1982 | 1990 | 1999 | 2006 | 2013 | 2021 |
| Einwohner                  | 603  | 561  | 498  | 519  | 555  | 652  | 767  | 800  | 781  |
| Quellen: Cassini und INSEE |      |      |      |      |      |      |      |      |      |

## Sehenswürdigkeiten
- Kirche Saint-Martin
- Haus der Tempelritter aus dem Jahre 1213

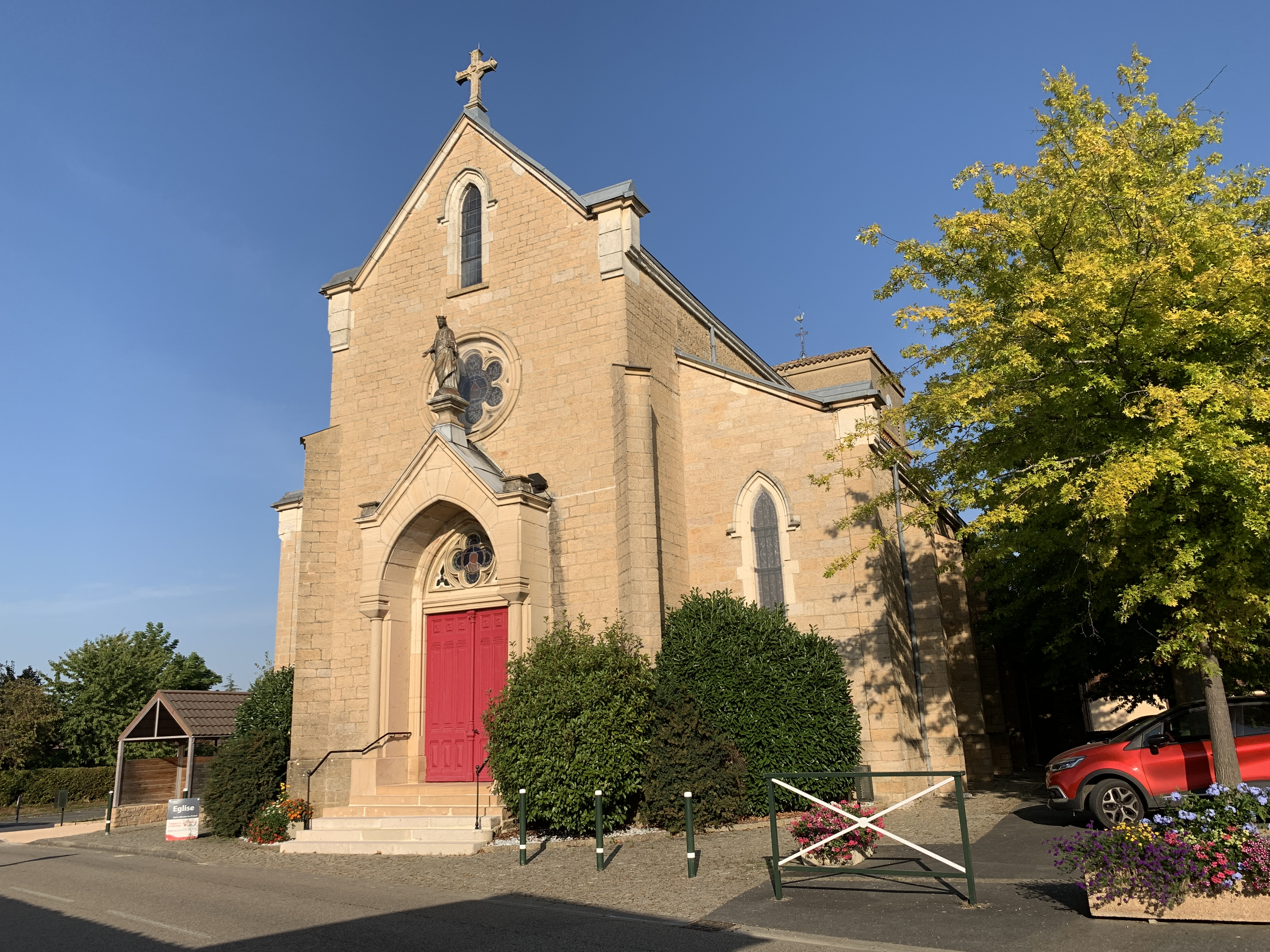
Kirche Saint-Martin
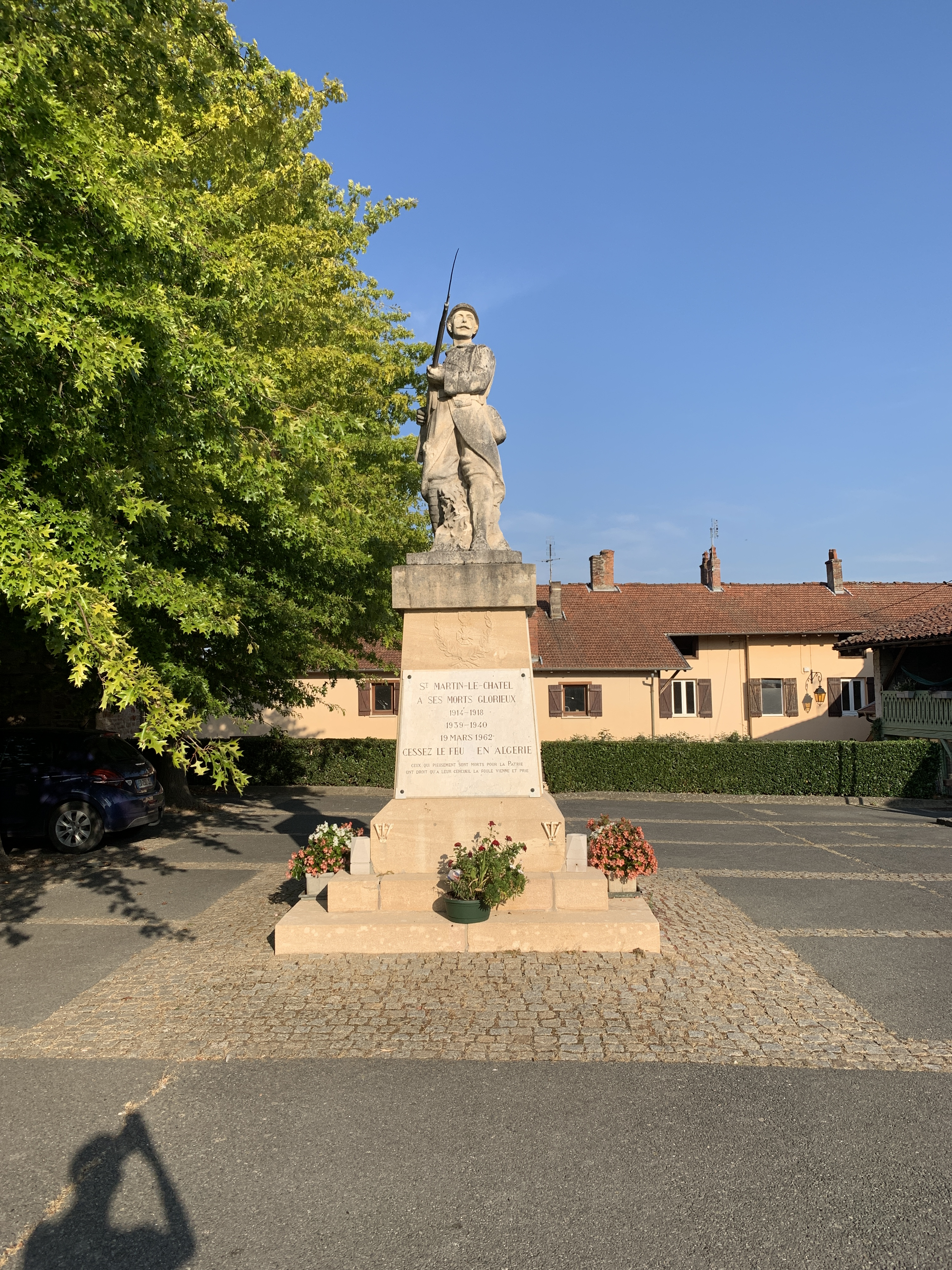
Gefallenendenkmal